# On n’est pas couché
On n’est pas couché (deutsch: „Wir sind (noch) nicht im Bett“) war eine wöchentliche mehrstündige Talkshow des französischen Fernsehens, die seit 2006 von Laurent Ruquier moderiert als Late-Night-Show gesendet wurde. Sie wurde in Paris produziert, bis 2014 im Moulin Rouge, und gelegentlich live ausgestrahlt. Als durchschnittliche Zuschauerzahl wurde zwei Millionen angegeben, die Einschaltquote erreichte 2011 oft 20 %. 2012 wurde On n’est pas couché vom Deutschlandradio als „in Europa derzeit das markanteste Beispiel für bissige Politsatire und -kritik im Fernsehen“ bezeichnet. Die letzte Ausgabe wurde am 4. Juli 2020 ausgestrahlt.

## Konzept
Eine Mischung aus Unterhaltung und politischer Information wurde geboten, Promotion und Kritik neuer Veröffentlichungen oder Inszenierungen der Gäste in den Bereichen Literatur, Musik oder darstellende Kunst waren Hauptinhalt neben der Debatte über aktuelle politische Themen, meist mit einem Politiker als „Stargast“. Die Rolle der Kritiker übernahmen neben dem Moderator zwei Journalisten, die „Chronisten“, deren gelegentlich scharfe Polemik bis zum Verriss zu hitzigen Wortgefechten mit Gästen führte.

## Ablauf

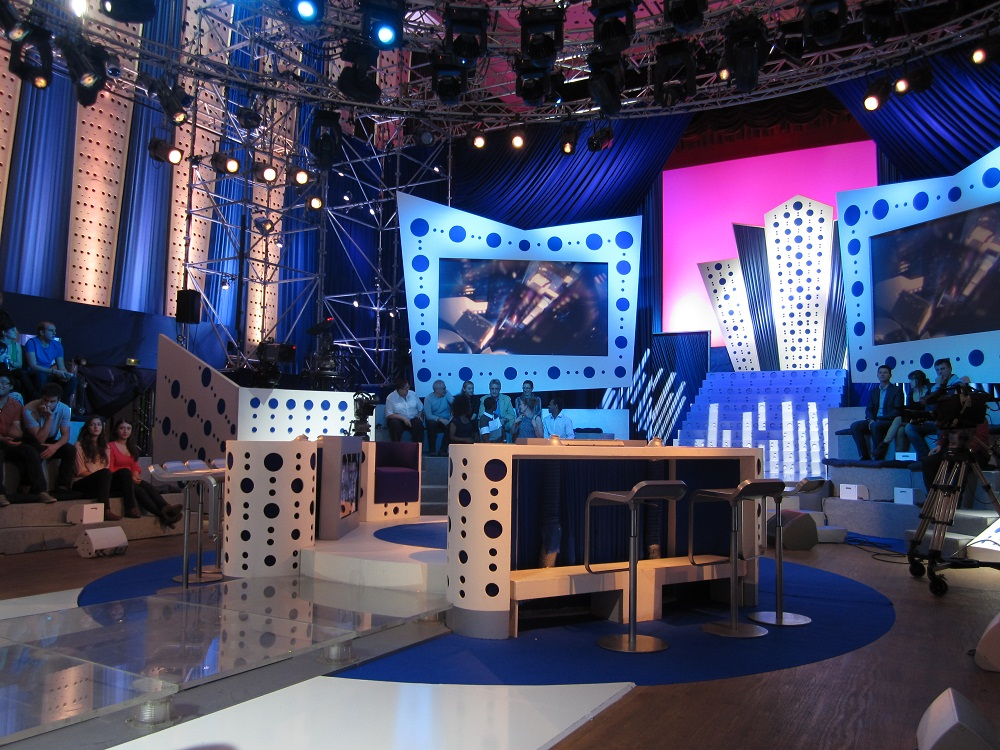
Podium vor Beginn der Show (2011).

On n’est pas couché begann mit Vorstellung und Auftritt der Gäste, die nacheinander auf dem Podium Platz nahmen. Danach stellte der Moderator auf humorvolle Weise in der Form des Stand-up Personen vor, die in der vergangenen Woche in den Medien besonders präsent waren.
Nach einer Vorstellungsrunde, in der der Moderator näher erklärte, warum die Gäste geladen sind, wurde mit dem „Stargast“ debattiert, der nur für die Dauer dieses „Kreuzverhörs“ auf dem Podium erschien. Es folgte die Präsentation von in der Presse veröffentlichten Cartoons, jeder Teilnehmer hatte vor der Show ein Cartoon ausgewählt und kommentierte nun seine Wahl.
Nacheinander nahmen dann die Gäste in den Sesseln neben dem Moderator Platz, sie und ihre Arbeit standen für jeweils bis zu einer halben Stunde im Mittelpunkt. Dazwischen stellte der Moderator wiederholt kurz Bücher, Videoclips, Trailer oder Theateraufführungen der Gäste vor. Eingeschoben wurden auch Raterunden nach dem Namen einer Person, die aktuell Schlagzeilen macht und deren Foto gezeigt wird, oder nach dem Autor eines Zitats.
In den ersten fünf Staffeln traten regelmäßig Komiker auf, die eine reale oder fiktive Person imitieren und vom Moderator interviewt werden oder einen Sketch vorführen.

## Besetzung
Die beiden Kritiker waren in den ersten fünf Staffeln bis auf Ausnahmen besetzt mit Éric Zemmour und Éric Naulleau. Als Komiker trat am häufigsten Jonathan Lambert auf. Audrey Pulvar und Natacha Polony bzw. Léa Salamé und Aymeric Caron waren nach 2011 als Kritiker für On n’est pas couché engagiert.

## Gäste
Die Gäste von On n’est pas couché waren meist prominente Personen aus dem Kulturleben.
Mitglieder der französischen Regierung nahmen relativ oft teil. Nadine Morano, Arno Klarsfeld, Jean-François Copé, Manuel Valls, Rama Yade, Éric Woerth, Fadela Amara, Éric Besson, François Bayrou, Hervé Morin und Jean-Luc Mélenchon waren die Politiker, die in den ersten fünf Jahren der Sendung am häufigsten auftraten. Bewerber um die Kandidatur zur französischen Präsidentschaftswahl wurden vor dem offiziellen Beginn des Wahlkampfs regelmäßig eingeladen.
Weitere Gäste waren unter anderen Michel Houellebecq, Michel Drucker, Daniel Auteuil, Joël Pommerat und Pamela Anderson.
Nach gutem Abschneiden in einem internationalen Wettbewerb traten französische Sportler auf. Anlässlich ihrer Konzerttournee oder Promotiontour in Frankreich waren nicht-französischsprachige Prominente zu Gast, unter anderem Lady Gaga 12. September 2009, Tokio Hotel 17. Oktober 2009, Beth Ditto 29. Mai 2010, Natascha Kampusch 6. November 2010, James Blunt 17. Dezember 2011. Die neu gewählte Miss France stellte sich jedes Jahr auf dem Podium vor, so Laury Thilleman 11. Dezember 2010, Delphine Wespiser 10. Dezember 2011.

## Hintergrund
Die Sendung setzte die Reihe der Abendunterhaltung mit polemischen, kontroversen Debatten im Wochenendprogramm des französischen Fernsehens fort, die mit Michel Polacs Droit de réponse 1981 begonnen hatte, Polac war auch Kritiker in der ersten Staffel von On n’est pas couché. Den Sendeplatz am Samstagabend nahm von 1998 bis 2006 Tout le monde en parle ein mit Thierry Ardisson als Moderator. Als Nachfolger läuft seit 2022 auf France 2 Quelle époque! mit Léa Salamé, die zuvor ein Jahr Ruquiers Co-Moderatorin in On est en direct war. 